# Hermann Lautensach
Hermann Friedrich Christian Lautensach (* 20. September 1886 in Gotha/Thüringen; † 20. Mai 1971 in Wildbad) war ein deutscher Geograph.

## Werdegang
Lautensach studierte Physik, Mathematik und Chemie in Göttingen und Berlin. 1910 promovierte er bei Albrecht Penck, um anschließend in den Schuldienst zu treten. 1927 ließ er sich als Studienrat beurlauben, um 1928 bei Fritz Klute zum Thema der Küsten Portugals seine Habilitation zu erwerben. Er wurde mit Karl Haushofer, Fritz Terner und Erich Obst Mitherausgeber der Zeitschrift für Geopolitik. 1932 ging er als außerplanmäßiger Professor an die Universität Gießen. Im Jahr 1933 unternahm er eine lange Zugreise über Russland und Sibirien nach Korea, wo er acht Monate etwa in 15.000 km das Land ausführlich bereiste.
1934 wurde er außerordentlicher Professor an der TH Braunschweig, um 1935 an der Universität Greifswald als Direktor des Geographischen Instituts zu wirken. In Greifswald leitete er ab 1936 die Hochschularbeitsgemeinschaft für Raumforschung. 1947 nahm er eine Tätigkeit an der TH Stuttgart auf.
Als einer der bekanntesten deutschen Geographen war seine Tätigkeit mit vielen Ehrungen verbunden. So war er Ehrendoktor der Universität Coimbra in Portugal und Mitglied der Leopoldina (1939) sowie der Österreichischen Akademie der Wissenschaften (1958) und hatte die Ehrenmitgliedschaft in vielen in- und ausländischen Geographischen Gesellschaften inne.
Zu seinen Vorfahren zählt der Maler und Organist Paulus Lautensack (1478–1554), der zuletzt in Nürnberg wirkte.
Nach ihm ist der Lautensach'sche Formenwandel benannt.

## Werke
- Die Übertiefung des Tessingebietes (Plencks Geographische Abhandlungen, Neue Folge, Heft 1), 1912
- Allgemeine Geographie. Zur Einführung in die Länderkunde. Ein Handbuch zum Stieler, 1926, 1944
- Sydow-Wagners Methodischer Schulatlas, als Hrsg. ab der 19. Auflage 1930
- Portugal, 1932/1937
  - Teil I: Das Land als Ganzes
  - Teil II: Die portugiesischen Landschaften
- Spanien und Portugal, (Handbuch der Geographischen Wissenschaften, Band Südost- und Südeuropa), 1934
- Korea. Eine Landeskunde auf Grund eigener Reisen und der Literatur, 1945
- Korea. Land, Volk, Schicksal, 1950
- Der geographische Formenwandel, Studien zur Landschaftssystematik, 1952
- Das Mormonenland als Beispiel eines sozialgeographischen Raumes, 1953
- Über die Begriffe Typus und Individuum in der geographischen Forschung, 1953
- Atlas zur Erdkunde, 1955
- Kartographische Studien. Haak-Festschrift mit Hans-Richard Fischer, 1957
- Bremer Atlas, 1959
- Wesen und Methoden der geographischen Wissenschaft, 1967